# Tribunal régional et d'arrondissement (Königsberg)
Le bâtiment de l'ancien tribunal de district et d'arrondissement (en allemand : Land- und Amtsgericht (Königsberg)), situé sur la perspective Mira (de) (anciennement Hansaring 14-16 ) est un bâtiment situé à Kaliningrad, anciennement Königsberg, utilisé désormais par l'Université technique d'État de Kaliningrad (de)

## Situation
Le bâtiment de l'ancien tribunal régional (de) et d'arrondissement est situé sur la perspective Mira (de) (anciennement Hansaring), dans l'ancien quartier de Mittelhufen (de). Ce fut le second bâtiment construit à Königsberg après la démolition de la porte de Steindamm (de) en 1912, située ainsi hors des fortifications de la ville. Le bâtiment fait face à l'ancien Hansaring, et constituait la première phase d'un complexe de bâtiments plus vaste. 
Il existe de nombreux autres bâtiments publics dans les environs immédiats : directement à l'ouest se trouve l'ancienne Oberpostdirektion néoclassique, plus à l'ouest se trouve le Neues Schauspielhaus néoclassique (aujourd'hui le théâtre dramatique de Kaliningrad) et au sud les anciennes archives d'État prussiennes construites dans le style de la nouvelle objectivité.

## Histoire
Le palais de justice a été construit entre 1913 et 1917 dans le style néo-baroque typique des palais de justice historiques.  Le projet de planification a été créé au ministère prussien des Travaux publics (de) à Berlin sous la direction de l'architecte en chef Eduard Saal (1860-1918). Le conseiller du gouvernement et de la construction Erich Stiehl au gouvernement du district de Königsberg était chargé de l'exécution. La direction locale de la construction était exercée par l'architecte gouvernemental Schmidt, l'architecte gouvernemental Siegfried Kraatz et l'architecte gouvernemental Alfred Henrich .
De 1929 à 1931, l'extension du tribunal (de) a été construite dans le cadre d'autres mesures de construction, à savoir la prison du tribunal construite de 1927 à 1929 et l'agrandissement de l'aile des hommes de 1931 à 1933. 

## Description
L'entrée est dans l'avant-corps central en saillie. Deux colonnes flanquent l'entrée et supportent un pignon suspendu. Un médaillon trône au centre de ce pignon. Les axes individuels des fenêtres de l'avant-corps central sont structurés par des pilastres, qui - comme la quintessence de la décoration baroque - sont chacun couronnés par un vase. L' avant-toit est plus haut de 1,5 m, la corniche d'avant-toit est plus fortement décorée que dans les ailes latérales et ornée d'une balustrade. Les décorations en pierre artificielle du portail principal et des corniches proviennent du sculpteur Hermann Thiele (1867-1930). Le vestibule du bâtiment central est orné d'ornements et mène à un escalier spacieux avec deux escaliers à trois volées disposés symétriquement. 

La sculpture Kämpfende Wisente (de) du sculpteur August Gaul, qui a été érigée ici en 1912, est située devant le portail central.

Le bâtiment et ses alentours :
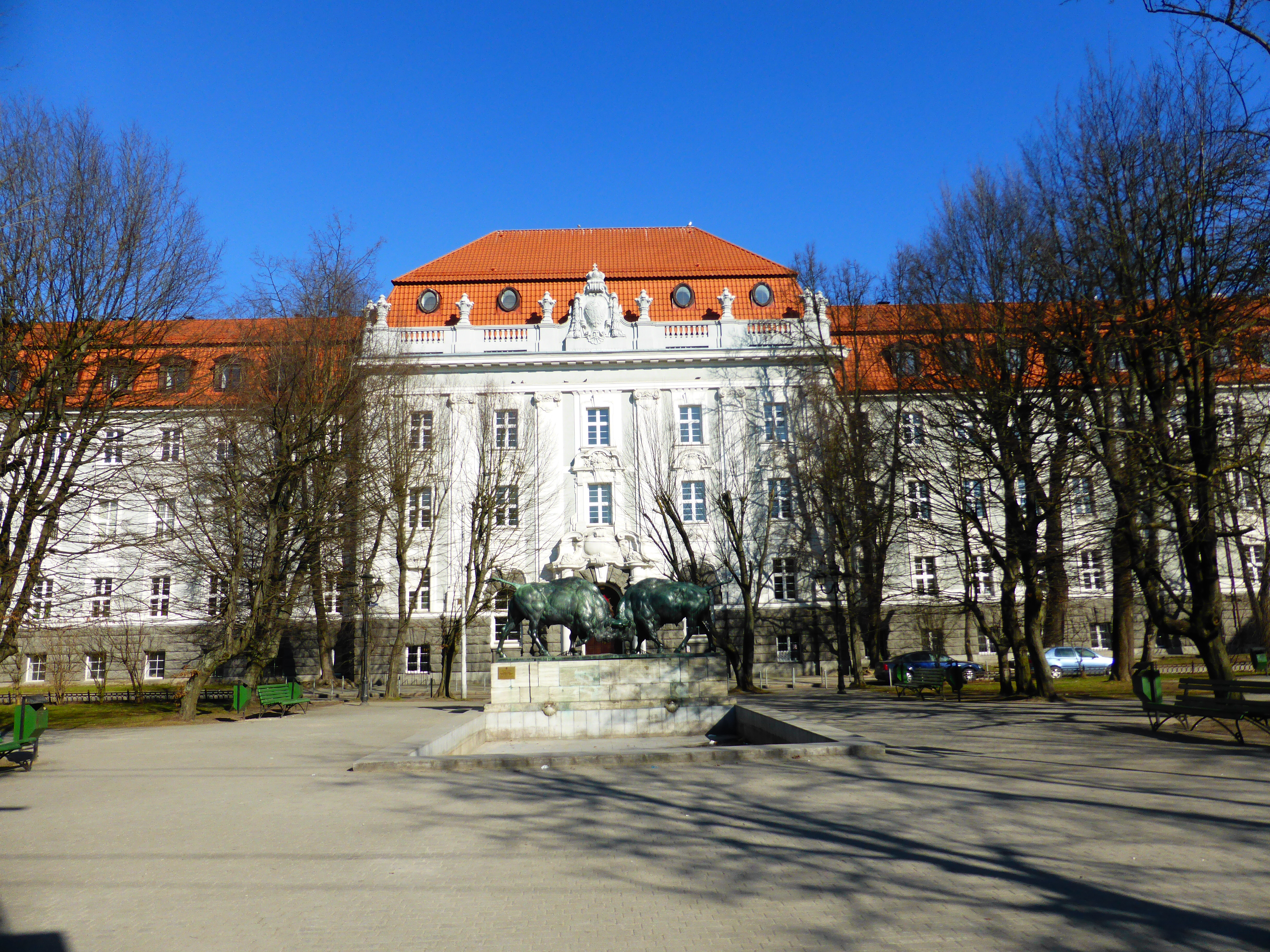
Vue du bâtiment
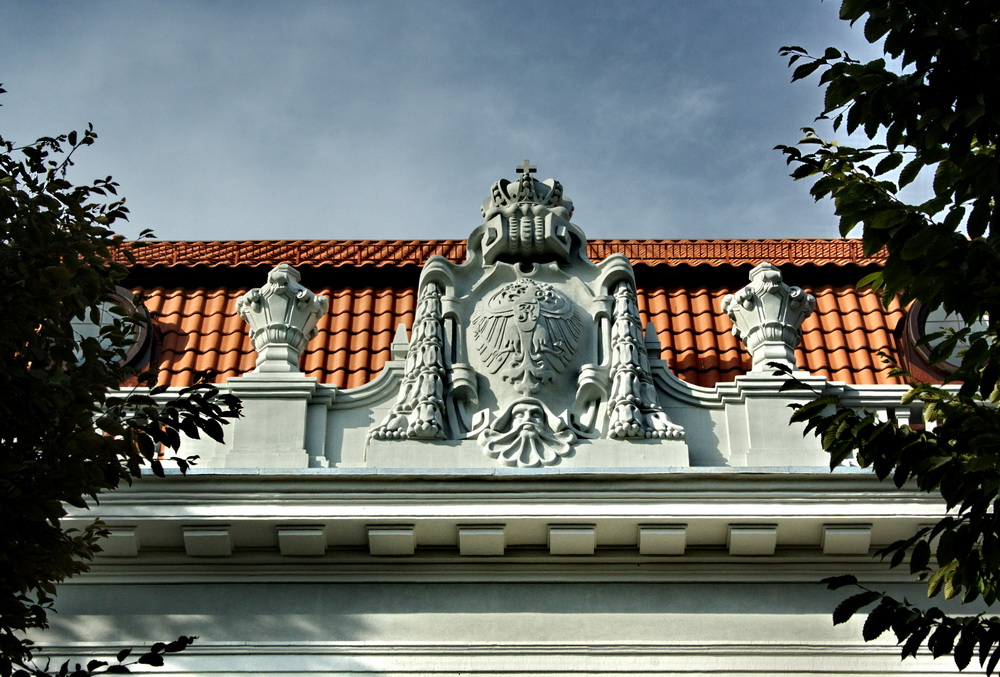
Reliefs allemands.
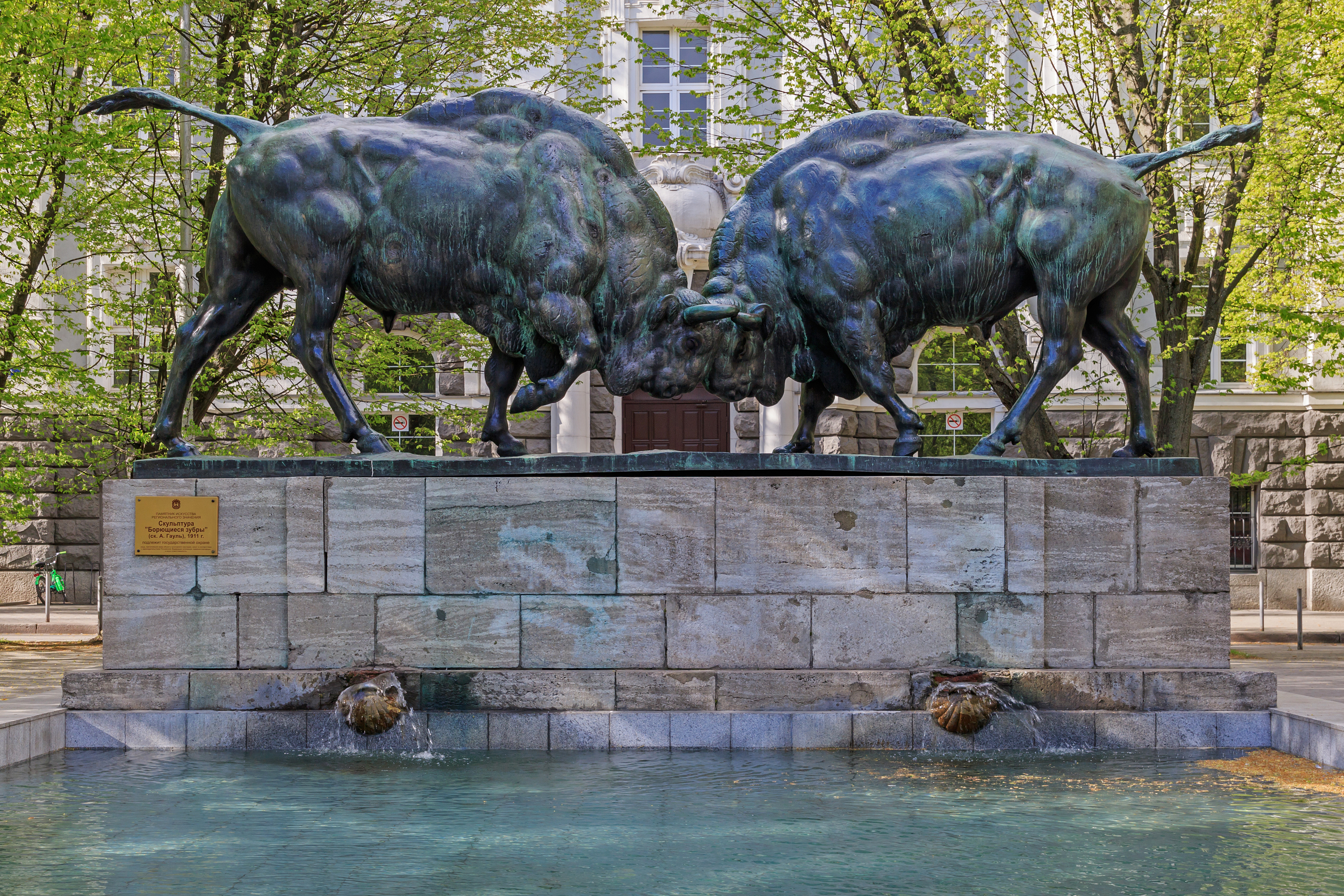
Kämpfende Wisente.